# St Paul's (Londons tunnelbana)
St Paul's  är en tunnelbanestation i Londons tunnelbana som öppnade 1900, i finansdistriktet City of London. Stationen, som har fått sitt namn från den närliggande Sankt Paulskatedralen, ligger på Central line, mellan stationerna Chancery Lane och Bank. 
Stationsingångarna ligger runt korsningen mellan Newgate Street, Cheapside och St. Martin's Le Grand. St Paul's Cathedral ligger en kort bit söderut. St Paul's är också den närmaste tunnelbanestationen till London Stock Exchange och One New Change. Andra anmärkningsvärda platser i närheten inkluderar Old Bailey, Museum of London och kyrkan St Mary-le-Bow.
Stationen öppnades 1900 med namnet Post Office, efter huvudkontoret för General Post Office på närliggande St. Martins Le Grand. 1937 ändrades stationsnamnet till St Paul's.

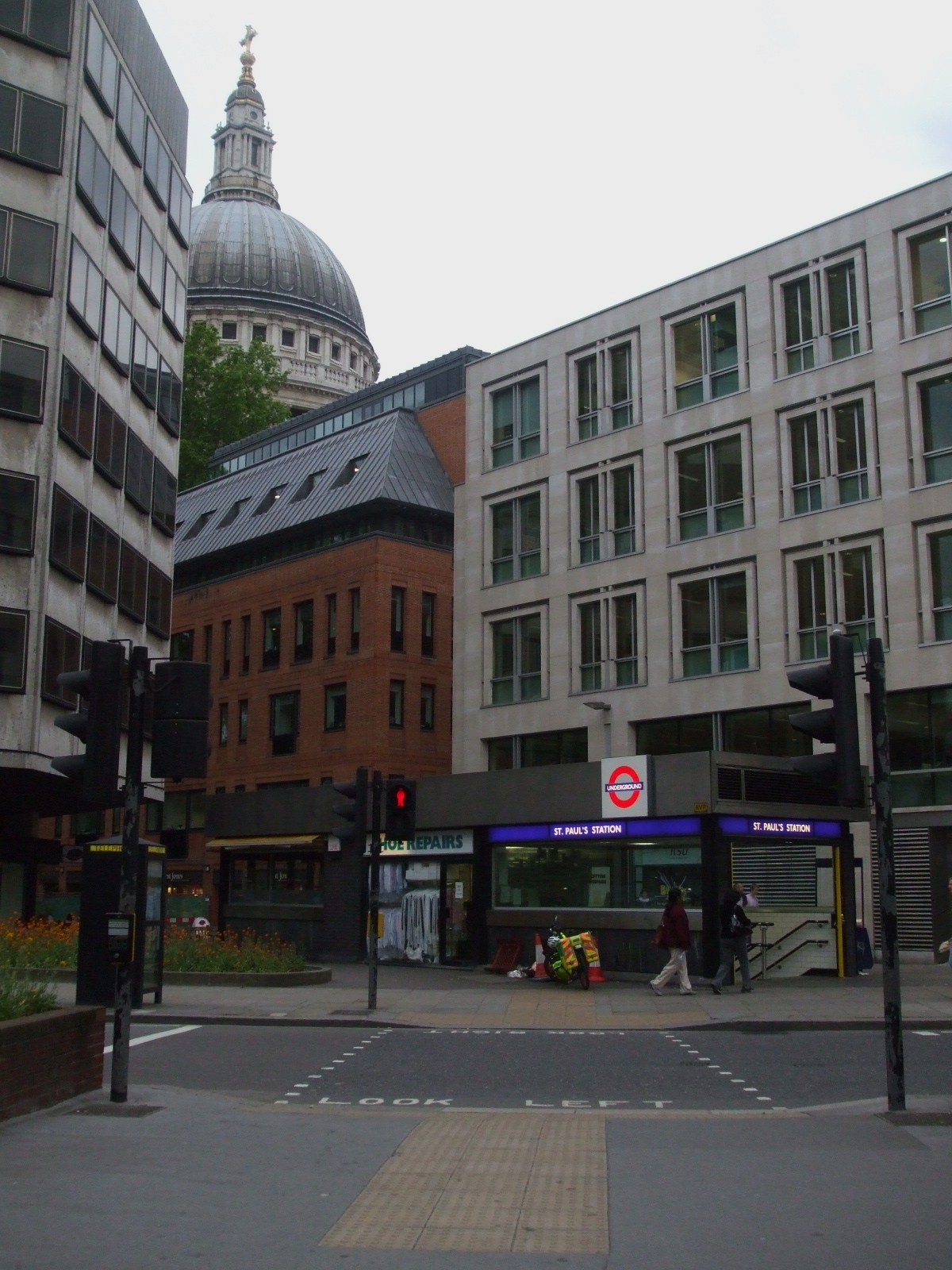
Västra entrén
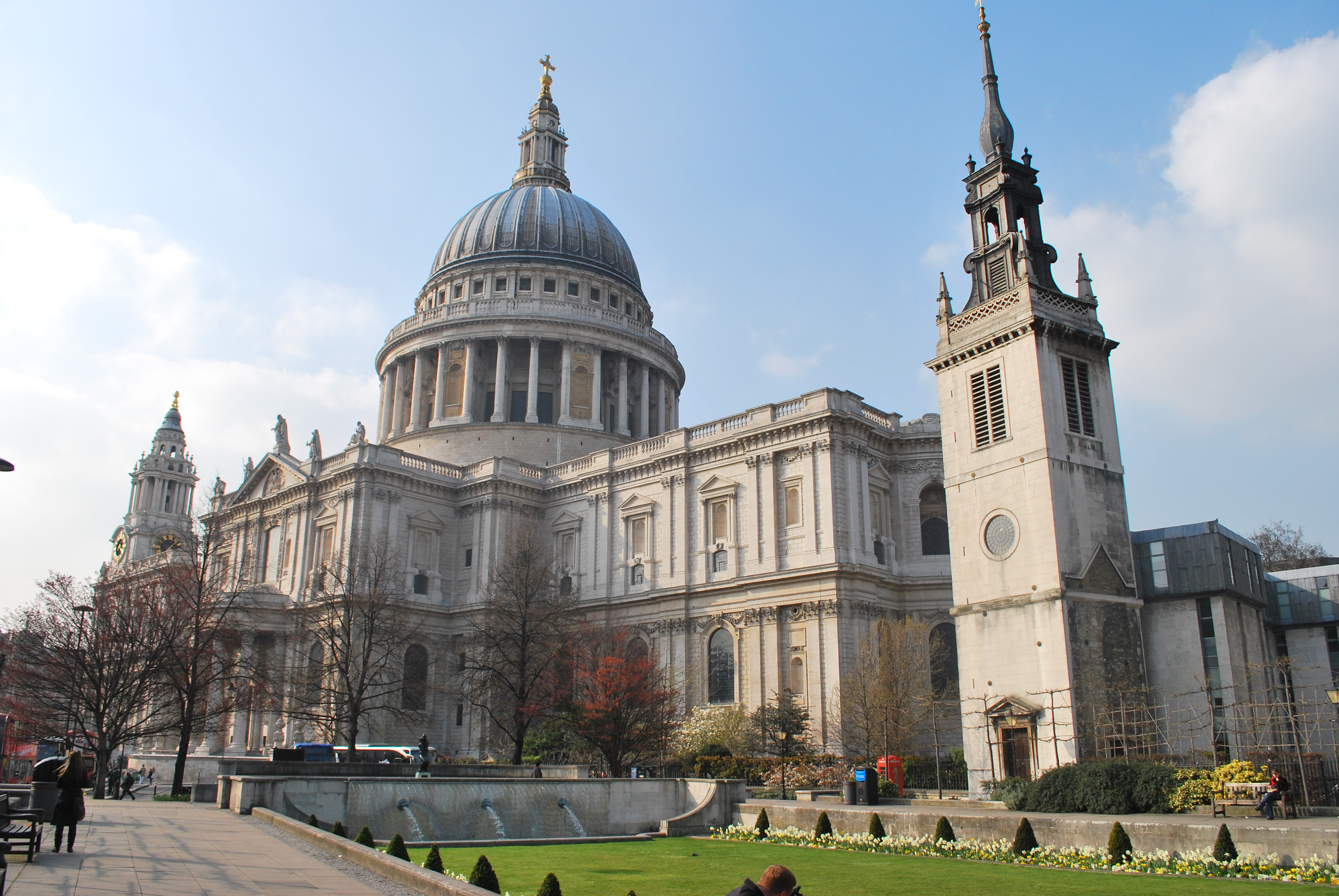
Sankt Paulskatedralen
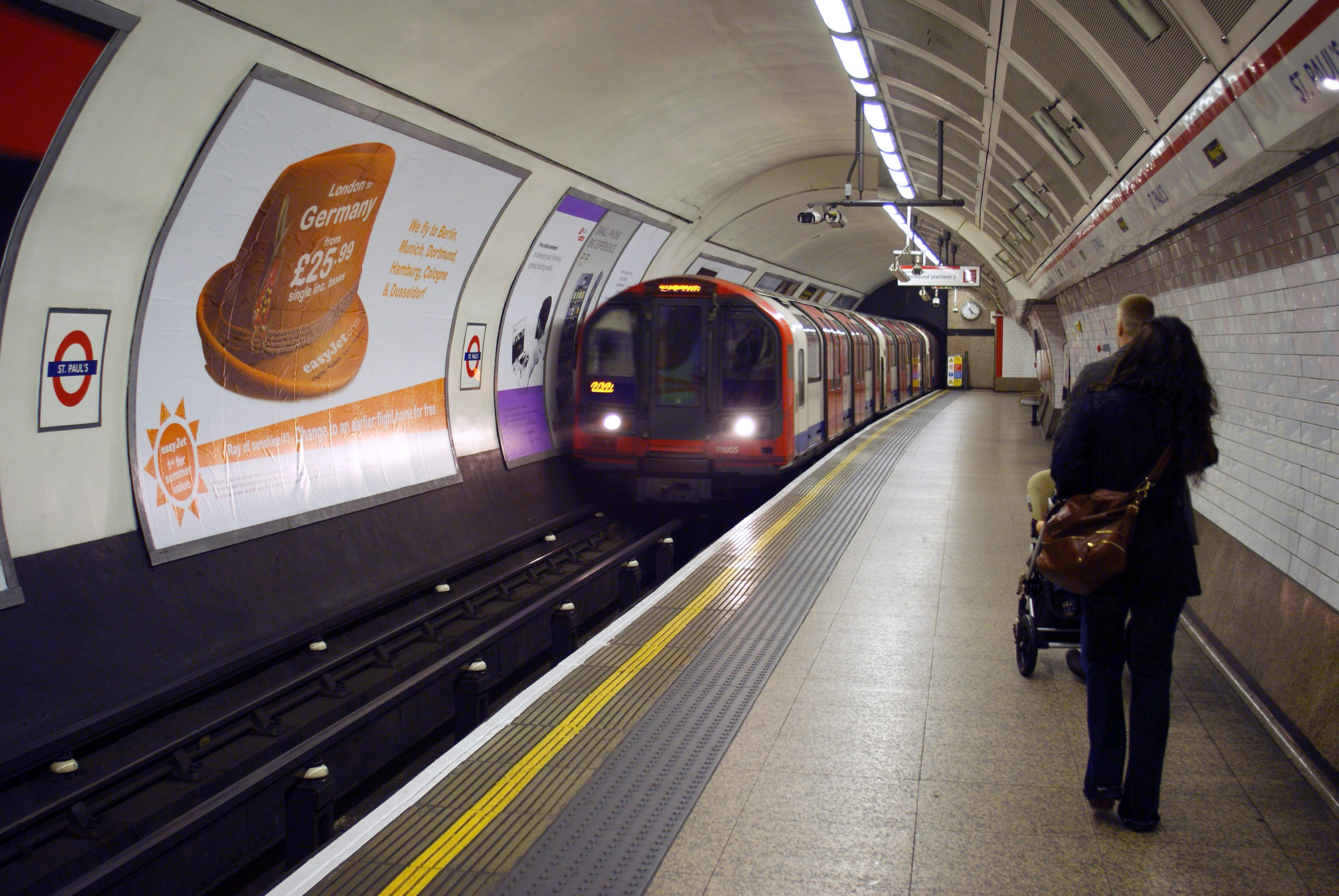
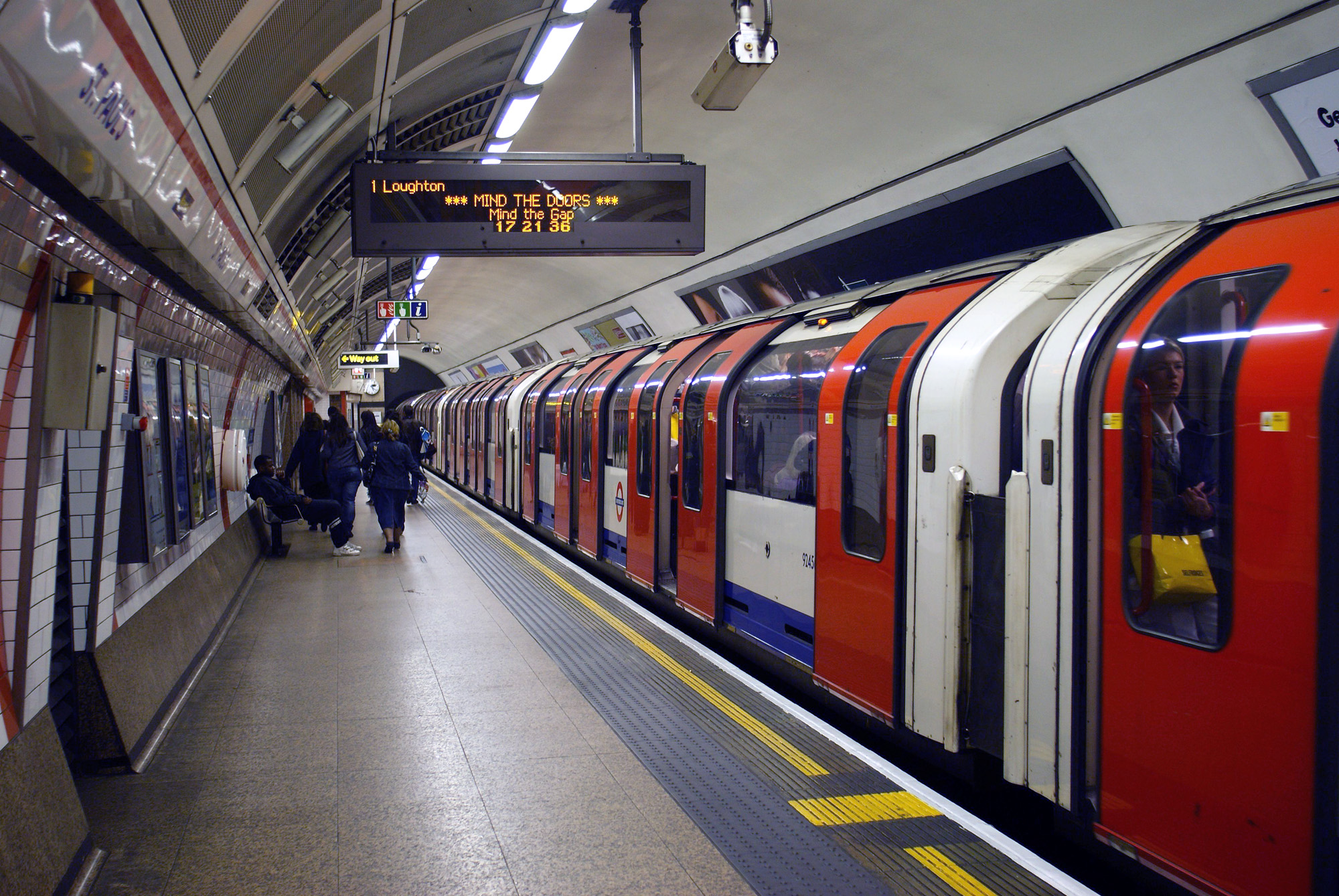